# Mistrzostwa NCAA Division I w Zapasach w 1929
Mistrzostwa NCAA Division I w zapasach rozgrywane były w Columbus w dniach 29–30 marca 1929 roku. Zawody odbyły się w Ohio Expo Center Coliseum, na terenie Uniwersytetu Stanu Ohio.

## Wyniki

### Drużynowo
| Kolejność | Szkoła                    | Zespół     |
| --------- | ------------------------- | ---------- |
| 1.        | Oklahoma State University | Cowboys    |
| 2.        | University of Michigan    | Wolverines |
| 3.        | University of Oklahoma    | Sooners    |

### All American

#### 115 lb
| Lp. | Zawodnik      | Szkoła         |
| --- | ------------- | -------------- |
| 1.  | Joe Sapora    | Illinois       |
| 2.  | Marvin Leach  | Oklahoma       |
| 3.  | Dell Shockley | Oklahoma State |

#### 125 lb
| Lp. | Zawodnik          | Szkoła         |
| --- | ----------------- | -------------- |
| 1.  | Laurance Mantooth | Oklahoma       |
| 2.  | Robert Hewitt     | Michigan       |
| 3.  | Matthew Hesser    | Oklahoma State |

#### 135 lb
| Lp. | Zawodnik     | Szkoła        |
| --- | ------------ | ------------- |
| 1.  | George Minot | Illinois      |
| 2.  | Leo Miller   | Oklahoma      |
| 3.  | Jimmie Cox   | West Virginia |

#### 145 lb
| Lp. | Zawodnik          | Szkoła         |
| --- | ----------------- | -------------- |
| 1.  | George Bancroft   | Oklahoma State |
| 2.  | Otto Kelly        | Michigan       |
| 3.  | Albert Montgomery | Iowa           |

#### 155 lb
| Lp. | Zawodnik         | Szkoła         |
| --- | ---------------- | -------------- |
| 1.  | Jack van Bebber  | Oklahoma State |
| 2.  | Ray Parker       | Michigan       |
| 3.  | Ferdinand Hammer | Wisconsin      |

#### 165 lb
| Lp. | Zawodnik        | Szkoła         |
| --- | --------------- | -------------- |
| 1.  | Conrad Caldwell | Oklahoma State |
| 2.  | Ben Hooker      | Purdue         |
| 3.  | Robert Warren   | Michigan       |

#### 175 lb
| Lp. | Zawodnik       | Szkoła    |
| --- | -------------- | --------- |
| 1.  | Glenn Stafford | Cornell   |
| 2.  | Carl Dougovito | Michigan  |
| 3.  | Leland Heywood | Wisconsin |

#### UNL
| Lp. | Zawodnik       | Szkoła         |
| --- | -------------- | -------------- |
| 1.  | Earl McCready  | Oklahoma State |
| 2.  | Selmer Swenson | Wisconsin      |
| 3.  | Russ Fairall   | Ohio State     |